# Will〜地図にない場所〜
「will〜地図にない場所〜」（ウィル・ちずにないばしょ）は、日本のヴィジュアル系ロックバンド・Janne Da Arcの5作目のシングル。

## 概要
- 表題曲は、テレビ朝日系木曜ドラマ『つぐみへ…〜小さな命を忘れない〜』主題歌。
- ベースのka-yuはこの曲が「Janne Da Arcの曲で何が一番好きですか?」という質問で必ずこの表題曲を挙げるほど気に入っている。
- 歌詞は、ドラマの台本を何本か読んで、それをもとに書かれた。
- 現在までで、シングルナンバー唯一のドラマタイアップである（c/wでは「WING」にタイアップが付いている）。
- 演奏時間は約6分18秒で、リカットシングルである前作「Heaven's Place」（約6分40秒）を除いてシングルナンバーでは最も長い曲である（ちなみに、タイトルも一番長い）。
- 2作連続のスローテンポのバラードであるが、次のバラードナンバーの「Rainy 〜愛の調べ〜」まで10作のインターバルが開く。
- ドラマタイアップの影響で初動売り上げこそ2万枚弱であったが、累計は当時「RED ZONE」に次ぐ売り上げを売り上げた。
- 「IMAGE or...」は、歌詞と現実を一緒にしないでほしいというyasuの想いの歌。

## 収録曲
全作詞：yasu
1. will〜地図にない場所〜
作曲：yasu
編曲：yasu、Janne Da Arc、秦野猛行
2. IMAGE or...
作曲：kiyo
編曲：kiyo、Janne Da Arc、秦野猛行

## 参加ミュージシャン
Janne Da Arc
- yasu：Vocal
- you：Guitar
- ka-yu：Bass
- kiyo：Keyboards
- shuji：Drums

## タイアップ
- テレビ朝日系列木曜ドラマ『つぐみへ…〜小さな命を忘れない〜』主題歌 (#1)

## 収録アルバム
- Z-HARD（#1、アルバムバージョン）
- ANOTHER SINGLES (#2)
- SINGLES (#1)
- Janne Da Arc MAJOR DEBUT 10th ANNIVERSARY COMPLETE BOX (#1)